# Conocybe hexagonospora
Conocybe hexagonospora är en svampart som tillhör divisionen basidiesvampar, och som beskrevs av Anton Hausknecht och Manfred Enderle. Conocybe hexagonospora ingår i släktet Conocybe, och familjen Bolbitiaceae. Arten har ej påträffats i Sverige.